# Hackschnitzelharvester

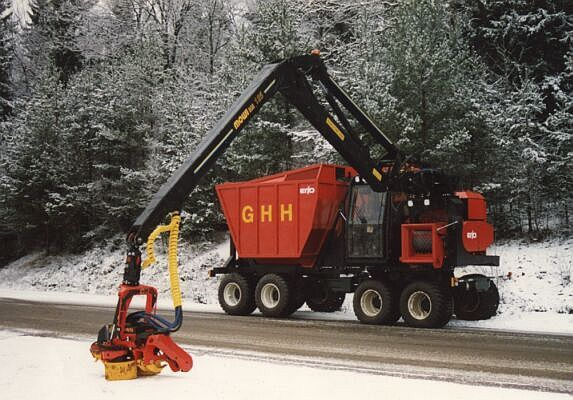
Hackschnitzelharvester

Ein Hackschnitzelharvester ist eine Kombination aus Holzvollernter und einer mobilen Hackmaschine. Vollernter werden überwiegend bei der Waldpflege im Nadelwald eingesetzt und schneiden die zu entnehmenden Bäume in industriell verwertbare Längen. Mobilhacker zerkleinern im Anschluss nicht vermarktungsfähiges Restholz zu Hackschnitzel, aus denen dann Spanplatten oder Zellstoff produziert werden oder Bioenergie durch Verbrennung gewonnen wird. Der Hackschnitzelharvester vereinigt beide Arbeitsgänge.

## Geschichte und Entwicklung
Erste Maschinen dieser Bauart kamen Anfang der 90er Jahre vom dänischen Forstmaschinenhersteller Silvatec. Diese Maschinen wurden ausschließlich für Durchforstungen junger Nadelholzbestände gebaut und waren anfangs nur mit einem Holzgreifer, montiert an einem sieben Meter langen Kran, ausgestattet, um manuell gefällte Ganzbäume dem Hacker zuzuführen. Einzelne Modelle hatten einen Fällkopf, mit dem es möglich war, Bäume im näheren Arbeitsbereich der Maschine zu fällen. Eine Aufarbeitung des Baumes in verschiedene Holzlängen war aber ebenso unmöglich wie die Entastung. Der maximal mögliche Hackgutdurchmesser betrug 28 cm. 1993 entwickelten J. Greß und U. Jacobsen eine erste Maschine, die mit einem Harvesteraggregat zur Aufarbeitung von Fixlängen ausgestattet war und gleichzeitig einen leistungsstarken Großhacker hatte. Merkmale dieser Maschine waren:
- Arbeits- bzw. Schwenkbereich der Maschine = 270° (Silvatec = 60°)
- max. Hackgutdurchmesser = 65 × 50 cm (Silvatec = 28 cm)
- kompakte Bauweise (Länge 7,8 m – Silvatec = 9,8 m, Volvo BM = 11,30 m)
- in Produktionsdaten vergleichbar mit den Einzelmaschinen Harvester und Mobilhacker2. Hackschnitzelharvester

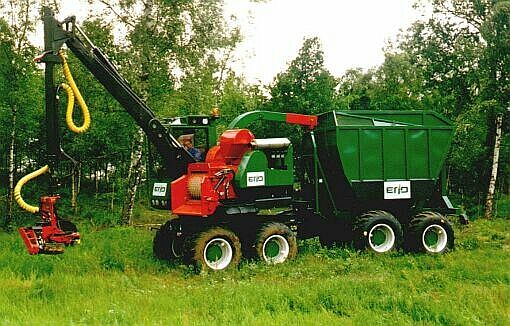
2. Hackschnitzelharvester

- manuelle Vorarbeiten waren nicht mehr nötig
- Produktion von Rundholz und Verwertung von Restholz in einem Arbeitsgang
- einsetzbar auch im Laubholzwäldern

## Vergleich der Arbeitsweisen
Um gleiche Ergebnisse bei der Holzernte mit konventionellen Maschinen erzielen zu können, sind mindestens drei Maschinen notwendig. Der Harvester fällt den Baum und sägt ihn in verwertbare Längen, der Forwarder sammelt das Nutzholz und transportiert es zur Waldstraße und der Mobilhacker fährt anschließend mehrfach durch die Rückegassen, um Restholz oder Kronenmaterial zu hacken. Beim Hackschnitzelharvester entfällt dieser Arbeitsgang, da während der Aufarbeitung anfallendes Restholz sofort gehackt wird. Den Transport der Hackschnitzel von Harvester zum an der Waldstraße bereitgestellten Absetzcontainer übernimmt ein Forwarder mit Kippcontainer.

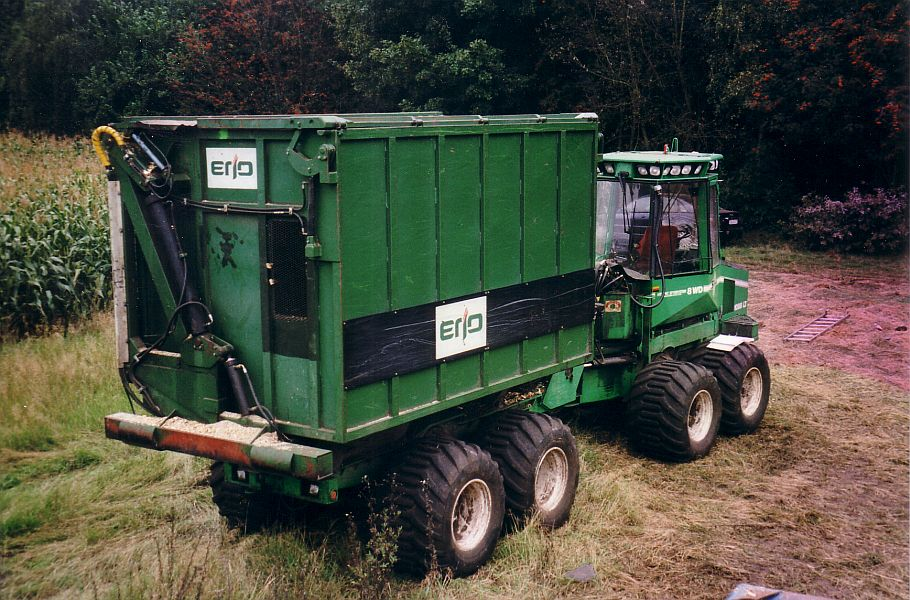
Das „Shuttle“

Während der Fahrt zur Waldstraße wurde produziertes Wertholz aufgeladen. Dieses sogenannte „Shuttle“ war mit einem Hakenlift ausgestattet, der ein schnelles Wechseln von Container und Rungengestell zur Rückung von Kurzholz ermöglichte. In mehrfachen Langzeittest durch namhafte Forstinstitute wie KWF oder LWF Uni München wurde diese Technologie als besonders bodenschonendes Holzernteverfahren eingestuft, da die Maschine die Arbeitsgasse jeweils nur einmal befahren musste. Außerdem waren zur Produktion nur noch zwei Spezialmaschinen notwendig, was Betriebs- und Materialkosten senkt.

## Verwendung
Der Hackschnitzelharvester wurde zwischen 1995 und 2000 in verschiedenen Gebieten Deutschlands, den Niederlanden und kurzzeitig auch in Frankreich eingesetzt und produziert. Er wird heute auch in der Schweiz zur Erzeugung von Hackschnitzeln zur Versorgung örtlicher Kleinheizkraftwerke eingesetzt. Insgesamt wurden nach dieser Idee zehn Maschinen gebaut, die in verschiedenen Ausführungen in Schweden (1), Estland (6), Dänemark (1), der Schweiz (1) und Deutschland (1) liefen oder immer noch tätig sind.

## Nachteile des Systems
- hoher logistischer Aufwand notwendig, sowohl in der Planungsphase wie auch im täglichen Betrieb
- in dieser Bauform nur mit Spezialtieflader transportierbar
- durch fehlende Möglichkeiten zur Ausrichtung der Maschinen (Krantilt, Boggielift) nur im Flachland oder an leichtbergigen Arbeitsplätzen einsetzbar

## Weiterentwicklungen
Neben dem dänischen Hersteller Silvatec (Maschinenmodell CH 878 und dessen Nachfolgemodell Grane 8325 CH) hat auch der finnische Forstmaschinenhersteller Komatsu (früher Valmet) mit dem Valmet 801 Combi eine Maschine auf den Markt gebracht, die nach gleicher Technologie arbeitet. Mittlerweile wurde die Produktion beider Maschinen auf Grund mangelnder Nachfrage wieder eingestellt. Die Sturmschäden der letzten Jahre verlangten nach Großhackern, die möglichst viel Holz in kurzer Zeit verarbeiten können. Genannte Hersteller konzentrieren sich heute auf Spezial-Harvesteraggregate, die die Entnahme mehrerer Bäume in einem Arbeitsgang ermöglicht.
Andere bekannte Hersteller setzten auf Bündler. Diese Spezialaufbauten für Forwarder sammeln Restholz und Kronenmaterial vom Einschlagsgebiet zusammen und pressen dies zu transportgerechten Bündeln, die dann in Biomassekraftwerken zur Energiegewinnung verbrannt werden.